# (1892) Lucienne
(1892) Lucienne es un asteroide perteneciente al cinturón de asteroides descubierto el 16 de septiembre de 1971 por Paul Wild desde el observatorio de Berna-Zimmerwald, Suiza.

## Designación y nombre
Lucienne recibió al principio la designación de 1971 SD.
Posteriormente se nombró en honor de la astrofísica francesa Lucienne Divan.

## Características orbitales
Lucienne está situado a una distancia media del Sol de 2,462 ua, pudiendo acercarse hasta 2,243 ua y alejarse hasta 2,681 ua. Tiene una excentricidad de 0,08905 y una inclinación orbital de 13,96°. Emplea 1411 días en completar una órbita alrededor del Sol.